# Amhrán na bhFiann

Bandera d'Irlanda

Amhrán na bhFiann (pronunciat [aʊɾɒn næ viən]), també conegut com a Amhrán Náisiúnta na hÉireann (en català, La cançó del soldat o Himne Nacional d'Irlanda) és l'himne oficial de la República d'Irlanda. Altrament, es coneix per la denominació anglesa: The Soldier's Song o National Anthem of Ireland.
L'himne fou compost l'any 1907 i publicat, per primera vegada, l'any 1912 al periòdic "Irish Freedom". La lletra en anglès fou escrita per Peadar Kearney, acompanyada de la música feta conjuntament amb el seu company Patrick Heeney. La versió en gaèlic irlandès fou escrita posteriorment per Bulmer Hobson. L'any 1926, la tornada va ser adoptada com a himne oficial, substituint l'himne fenià God Save Ireland utilitzat fins al moment com a no-oficial. El 1934, la República d'Irlanda compra el copyright.

## Controvèrsia
Actualment, existeix un moviment contrari a l'actual himne que reivindica la seva substitució a causa del seu to antibritànic i la dificultat per interpretar la melodia. Algunes polèmiques sobre l'himne han sorgit en esdeveniments esportius. A vegades s'ha interpretat tot l'himne i no únicament la tornada, que és l'himne oficial, com ara als Jocs Olímpics de Los Angeles de l'any 1984. O de vegades ha sonat a un ritme incorrecte tal com va passar l'any 2000 als Jocs Olímpics de Sydney.
Alguns han proposat substituir-lo per la cançó Ireland's Call (en català, La veu d'Irlanda). Aquest himne, compost per Phillip Coulter i mancat de connotacions sectàries, s'utilitza quan esportistes del nord i el sud d'Irlanda disputen un encontre en un mateix equip. Ara per ara, es considera, únicament, l'himne de la selecció irlandesa de rugbi.
Mentre que pels republicans irlandesos Amhrán na bhFiann suposa l'himne del conjunt d'Irlanda, tal com podem apreciar en qualsevol acte de l'Associació Atlètica Gaèlica, els unionistes britànics el rebutgen i prefereixen l'Ireland's Call.

## Acords
En general, aquest himne es canta o toca en març. Es poden utilitzar diferents ritmes, no obstant això, el vers i el cor de vegades s'usen. Ràdio Telefís Éireann (RTÉ), empresa irlandesa de radiodifusió nacional, va portar a terme una versió d'orquestra en un tempo lent en la clausura de la transmissió de 1962 i així des d'ara. En els Jocs Olímpics d'Estiu de 1996 a Atlanta, quan Michelle Smith va guanyar tres medalles d'or en natació, el vers i cor es tocaren en un animat tempo.

## Lletres
Les lletres són les d'una cançó irlandesa rebel, avisant a tots els ciutadans irlandesos a participar en la lluita per posar fi a l'hegemonia ("dèspota" sobre "esclau") de l'anglès ("l'enemic saxó") a Irlanda ("Inisfail"). Hi ha al·lusions a rebel·lions irlandeses anteriors, i al suport d'emigrants irlandesos a l'estranger ("una terra més enllà de l'ona").

Nota: En la versió irlandesa, fé i fén pot ser canviat amb faoi i faoin, respectivament.

## Versió completa engaèlic irlandès
1a estrofa,

Seo dhíbh a chairde duan Óglaigh,

Caithréimeach, bríoghmhar, ceolmhar.

Ár dtinte cnámh go buacach táid,

'S an spéir go mínréaltógach.

Is fionmhar faobhrach sinn chun gleo,

'S go tiúnmhar glé roimh thíocht don ló,

Fé chiúnas chaomh na hoíche ar seol,

Seo libh, canaídh amhrán na bhFiann.
Cor

Sinne Fianna Fáil,

Atá faoi gheall ag Éirinn,

Buíon dár slua,

Thar toinn do ráinig chugainn,

Faoi mhóid bheith saor,

Seantír ár sinsear feasta,

Ní fhágfar faoin tiorán ná faoin tráill;

Anocht a théam sa bhearna bhaoil,

Le gean ar Ghaeil chun báis nó saoil,

Le gunna scréach faoi lámhach na bpiléar.

Seo Libh canaidh amhrán na bhFiann.
2a estrofa,

Cois bánta réidhe, ar ardaibh sléibhe,

Ba bhuadhach ár sinsir romhainn,

Ag lámhach go tréan fén sárbhrat séin,

'Tá thuas sa ghaoith go seolta,

Ba dhúchas riamh dár gcine cháidh,

Gan iompáil siar ó imirt áir,

'S ag siúl mar iad i gcoinne námhad,

Seo libh, canaídh Amhrán na bhFiann.

Cor
3a estrofa,

A bhuíon nach fann d'fhuil Ghaeil is Gall,

Sin breacadh lae na saoirse,

Tá scéimhle 's scanradh i gcroíthe námhad

Roimh ranna laochra ár dtíre,

Ár dtinte is tréith gan spréach anois,

Sin luisne ghlé sa spéir anoir,

'S an bíobha i raon na bpiléar agaibh,

Seo libh canaídh Amhrán na bhFiann.
Cor

## Versió completa en anglès
1a estrofa,

We'll sing a song, a soldier's song,

With cheering, rousing chorus,

As round our blazing fires we thong,

The starry heavens o'er us;

Impatient for the coming fight,

And as we wait the mornings light,

Here in the silence of the night,

We'll sing a soldier's song,
Cor

Soldiers are we,

whose lives are pledged to Ireland,

Some have come from a land beyond the wave,

Sworn to be free,

no more our ancient sireland,

Shall shelter the despot or the slave;

tonight we man the Bearna Baoghal,

In Erin's cause.

come woe or weal;

'Mid cannon's roar and rifle's peal,

We'll chant a soldier's song.
2a estrofa,

In valley green or towering crag,

Our fathers fought before us,

And conquered 'neath the same old flag,

That's floating o'er us,

We're children of a fighting race,

That never yet has known disgrace,

And as we march the foe to face,

We'll sing a soldier's song 
Cor

3a estrofa,

Sons of the Gael! Men of the Pale!,

The Long watched day is breaking;

The serried ranks of Innisfail,

Shall set the tyrant quaking.

Our camp fires now are burning low;

See in the east a silvery glow,

Out yonder waits the saxon foe,

So sing a soldier's song.
Cor